# Селецька сільська рада (Володимир-Волинський район)
Селе́цька сільська́ ра́да — колишня адміністративно-територіальна одиниця та орган місцевого самоврядування в Володимир-Волинському районі Волинської області. Адміністративний центр — село Селець.
Згідно з рішенням Волинської обласної ради № 36/4 від 14 серпня 2015 року сільська рада увійшла до складу Зимнівської об'єднаної сільської територіальної громади з центром у селі Зимне Володимир-Волинського району Волинської області.

## Загальні відомості
Станом на 2001 рік:
- Територія ради: 2,619 км²
- Населення ради: 723 особи
- Дворів (квартир): 232

## Населені пункти
До серпня 2015 року сільській раді були підпорядковані населені пункти:
- с. Селець
- с. Марія-Воля
- с. Чесний Хрест

## Населення
Згідно з переписом УРСР 1989 року чисельність наявного населення сільської ради становила 747 осіб, з яких 355 чоловіків та 392 жінки.
За переписом населення України 2001 року в селі мешкала 721 особа.

### Мова
Розподіл населення за рідною мовою за даними перепису 2001 року:
| Мова       | Відсоток |
| ---------- | -------- |
| українська | 99,03 %  |
| російська  | 0,69 %   |
| білоруська | 0,28 %   |

## Господарська діяльність
В Селецькій сільській раді працюють неповна середня школа на 178 місць, 2 клуби, бібліотека, 3 фельдшерсько-акушерських пункти, відділення зв'язку, АТС на 85 номерів, 3 торговельних заклади. Проводять господарську діяльність підприємство з виробництва сільськогосподарської продукції та 2 фермерських господарства, спеціалізація — рослинництво, тваринництво.
На території сільської ради доступні такі телеканали: УТ-1, УТ-2, 1+1, Інтер, СТБ, Обласне телебачення.
Села сільської ради газифіковані. Дороги з твердим покриттям в незадовільному стані.

## Адреса сільської ради
44753, Волинська обл., Володимир-Волинський р-н, с. Селець, вул. Незалежності, 2

## Склад ради
Рада останнього скликання складалась з 14 депутатів та голови.
- Голова ради: Матвіюк Анатолій Миколайович
- Секретар ради: Антонюк Ольга Володимирівна

### Керівний склад попередніх скликань
| Прізвище, ім'я, по батькові  | Основні відомості                                                          | Дата обрання | Дата звільнення |
| ---------------------------- | -------------------------------------------------------------------------- | ------------ | --------------- |
| Музика Марія Йосипівна       | Сільський голова, 1953 року народження, член Соціалістичної партії України | 26.03.2006   | 31.10.2010      |
| Матвіюк Анатолій Миколайович | Сільський голова, 1957 року народження, освіта вища, безпартійний          | 31.10.2010   | 25.10.2015      |

Примітка: таблиця складена за даними сайту Верховної Ради України

### Депутати
За результатами місцевих виборів 2010 року депутатами ради стали:

#### За суб'єктами висування
| Суб'єкт висування                                       | Кількість обраних депутатів | %    |
| ------------------------------------------------------- | --------------------------- | ---- |
| Самовисування                                           | 8                           | 57,1 |
| Єдиний Центр                                            | 3                           | 21,4 |
| Політична партія Всеукраїнське об'єднання «Батьківщина» | 2                           | 14,3 |
| Партія регіонів                                         | 1                           | 7,1  |

#### За округами
| № округу                                                | Прізвище, ім'я, по батькові   | Дата визнання обраним | Освіта  | Партійна приналежність                        | Відомості про обраного депутата                              |
| ------------------------------------------------------- | ----------------------------- | --------------------- | ------- | --------------------------------------------- | ------------------------------------------------------------ |
| Єдиний Центр                                            |                               |                       |         |                                               |                                                              |
| 3                                                       | Вавринюк Іван Іванович        | 01.11.2010            | середня | член Єдиного Центру                           | сільське господарство ТОВ «Луга», тракторист                 |
| 6                                                       | Грубесюк Юрій Васильович      | 01.11.2010            | середня | член Єдиного Центру                           | сільське господарство ТОВ «Луга», тракторист                 |
| 8                                                       | Процюк Петро Олександрович    | 01.11.2010            | середня | член Єдиного Центру                           | сільське господарство ТОВ «Луга», тракторист                 |
| Партія регіонів                                         |                               |                       |         |                                               |                                                              |
| 13                                                      | Сапіга Галина Григорівна      | 01.11.2010            | вища    | член Партії регіонів                          | с. Марія-Воля, продавець                                     |
| Політична партія Всеукраїнське об'єднання «Батьківщина» |                               |                       |         |                                               |                                                              |
| 7                                                       | Стасюк Юлія Олегівна          | 01.11.2010            | середня | член Всеукраїнського об'єднання «Батьківщина» | Селецька загальноосвітня школа, вчитель                      |
| 12                                                      | Голотюк Віта Олександрівна    | 01.11.2010            | середня | член Всеукраїнського об'єднання «Батьківщина» | сільське господарство ТОВ «Луга», техпрацівниця              |
| Самовисування                                           |                               |                       |         |                                               |                                                              |
| 1                                                       | Головець Олександр Григорович | 01.11.2010            | середня | позапартійний                                 | Св'ято-Троїцька церква, настоятель                           |
| 2                                                       | Януш Тетяна Василівна         | 01.11.2010            | вища    | позапартійна                                  | Селецька сільська рада, бухгалтер                            |
| 4                                                       | Василюк Наталія Володимирівна | 15.11.2010            | вища    | позапартійна                                  | Селецька загальноосвітня школа І-ІІ ст., педагог-організатор |
| 5                                                       | Захарчук Микола Дмитрович     | 01.11.2010            | вища    | позапартійний                                 | індивідуальне господарство, одноосібник                      |
| 9                                                       | Антонюк Ольга Володимирівна   | 01.11.2010            | вища    | член Соціалістичної партії України            | Селецька сільська рада, секретар                             |
| 10                                                      | Процюк Віра Петрівна          | 01.11.2010            | середня | позапартійна                                  | пенсіонер                                                    |
| 11                                                      | Рябий Сергій Анатолійович     | 01.11.2010            | середня | позапартійний                                 | фельдшерсько-акушерський пункт с. Чесний Хрест, завідувач    |
| 14                                                      | Дмитрук Тетяна Василівна      | 01.11.2010            | середня | член Єдиного Центру                           | сільське господарство ТОВ «Луга», пекар                      |